# ピエーロ・マロンチェッリ
ピエーロ・マロンチェッリ(イタリア語: Piero Maroncelli、1795年9月21日 - 1846年8月1日)は、イタリアのイタリア統一運動時代の音楽家、作家、愛国者。ロマン主義的文学雑誌『コンチリアトーレ』に協力し、シルヴィオ・ペッリコ投獄の要因となった。

## 生涯

### 初期の活動
ピエーロ・マロンチェッリは1795年9月21日、教皇領の大都市フォルリに生まれた。五人兄弟の三番目の子供であり、故郷で古典主義を学んだあとはナポリ王国の首都ナポリに出てナポリ音楽院に入学、文学や音楽についてを学んだ。マロンチェッリを教えた人物としてはオペラ作曲家のジョヴァンニ・パイジエッロやニコロ・アントニオ・ジンガレッリが知られ、また学友にはサヴェリオ・メルカダンテやヴィンチェンツォ・ベッリーニなどがいた。これが後の作家、音楽家としてのキャリアに結び付いていく。
ナポリ留学中はフリーメイソンとの関わりを持ち、その結果1815年には弟のフランチェスコとともにカルボナリに入党した。ジョアシャン・ミュラの死後は故郷フォルリに戻り、その後ボローニャに拠点を移してサンテ・アゲッリなどと文通での交流を持った。しかし自由主義的な活動を展開していたことから父親にフォルリに呼び戻され、ヤコブへの賛美歌などを半強制的に作詞・作曲させられた。これは現在の教皇領のキリスト教的国家体制に反逆の意志はない事を証明するためであったが、結局マロンチェッリは捕えられローマのサンタンジェロ城に投獄された。

### ペッリコとの出会い
数ヶ月後には、マロンチェッリは共犯者の名前を口に出す事なく、また自由主義・立憲主義的な思想も確固たる証拠が得られなかったため解放される。解放後はパヴィアの音楽施設で働きつつアルカンジェロ・コレッリの伝記を出版する事で生計を立てた。またミラノ移住後はコンチリアトーレにも執筆者にこそならなかったが創刊に積極的に協力し、後にともに逮捕されるシルヴィオ・ペッリコと出会っている。
ナポリ革命が発生すると、マロンチェッリはロンバルディアに点在する愛国的文学者と連絡を取ってイタリア諸邦の連合を訴えた。また同時にコンチリアトーレを創刊した事で最も有力な文学者の一人であったペッリコをカルボナリに誘った。ペッリコ自身はそれにさほど興味を示さなかったものの、マロンチェッリが弟フランチェスコに宛てた手紙がオーストリア帝国当局に発覚、その内容はペッリコのカルボナリ入党を示唆するものであった。そのため1820年10月6日にはマロンチェッリは逮捕され、次いでシルヴィオ・ペッリコも巻き添えを食う形で拘束された。
その後二人はペッリコ・マロンチェッリ裁判で死刑を宣告されるも減刑され、それでもマロンチェッリには懲役20年という極めて厳しい刑罰が科されている。刑罰確定後、マロンチェッリはペッリコ同様にスピルバーグ要塞に収監され、そこでは厳しい刑務所生活の過程で癌を患い左腕を切断した。なお、1823年にはシルヴィオ・ペッリコと再会。

### 釈放と渡米
その後も投獄生活は続いたが、マロンチェッリは左腕を切断してもなお立て続けに病に襲われ体力的にも投獄は不可能と判断され、結果1830年8月1日に恩赦ののち釈放された。その後はフォルリに戻るが、かつての自由主義的活動があだとなって教皇領からの追放を言い渡され、フランスに逃れる。フランス在住中は未だイタリアの動向を注視していたが、病状の関係で積極的に革命に参加することはできず、最終的には音楽を追い求めてアメリカ合衆国・ニューヨークに渡った。ニューヨークではロレンツォ・ダ・ポンテなどと友好関係を築き、革命から離れて穏やかな生活を過ごした。
1846年8月1日、マロンチェッリは癌治療の際に切断した左腕の傷に悩まされつつ、50歳で死去した。